# Jean Pellerin
Jean Pellerin (* 24. April 1885 in Pontcharra; † 9. Juli 1921 in Le Châtelard) war ein französischer Dichter.

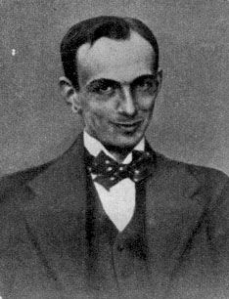
Jean Pellerin

## Leben und Werk
Jean Pellerin war der Sohn eines Papierherstellers. Im Militärdienst traf er in Grenoble auf Francis Carco und schloss sich dessen Dichtergruppe École fantaisiste an, zu der noch Tristan Derème, Jean-Marc Bernard und Léon Vérane gehörten. Allen gemeinsam war der Wunsch nach neuen poetischen Formen und nach Aufgabe der alten Clichés sowie die Verehrung für Jules Laforgue und Paul-Jean Toulet. Für den Lebensunterhalt schrieb er Romane. Er starb im Alter von 36 Jahren an Tuberkulose.
Er ist nicht zu verwechseln mit dem Dichter Jean-Victor Pellerin (1889–1970) noch mit dem Zeichner Jean-Charles Pellerin (1756–1836).

## Werke (Auswahl)

### Dichtung
- En allant...Ollendorff, Paris 1912.
- Le bouquet inutile. Poèmes. Éditions de La Nouvelle revue française, Paris 1923. (Vorwort von Francis Carco)
  - (erweiterte Auflage) Hrsg. Yves-Gérard Le Dantec. Gallimard, Paris 1954.

### Romane
- La jeune fille aux pinceaux. 1919.
- La dame de leurs pensées. Albin Michel, Paris 1920.
- La mégère amoureuse. Roman. J. Ferenczi, Paris 1921.
- Sous le règne du débauché. Roman. Albin Michel, Paris 1921.
- (postum) Cécile et ses amours. Roman. Albin Michel, Paris 1923.
- (postum) Tartine. E. Champion, Paris 1923. (Vorwort von Francis Carco)

### Weitere Werke
- Le copiste indiscret de Hugo, Vigny, Barbey d’Aurevilly, Albert Samain, Rimbaud, Jules Renard, Anatole France,... etc. Albin Michel, Paris 1919. (Pastiches)
- (postum) Douze contes de Gil Blas. Édition complexe, Dolhain 1983.  (Vorwort von Georges Schmits)